# Saint-Mars-d'Égrenne
 Saint-Mars-d'Égrenne  es una población y comuna francesa, situada en la región de Baja Normandía, departamento de Orne, en el distrito de Alençon y cantón de Passais.

## Demografía
| 965 | 866 | 762 | 816 | 769 | 697 |
| Para los censos de 1962 a 1999 la población legal corresponde a la población sin duplicidades (Fuente: INSEE [Consultar]) |     |     |     |     |     |